# Frits Goudsmit
Frits Goudsmit  - holenderski brydżysta.

## Wyniki brydżowe

### Zawody europejskie
W europejskich zawodach zdobył następujące lokaty:
| Zawody europejskie. Konkurencja teamów | Zawody europejskie. Konkurencja teamów | Zawody europejskie. Konkurencja teamów | Zawody europejskie. Konkurencja teamów | Zawody europejskie. Konkurencja teamów | Zawody europejskie. Konkurencja teamów |
| Rok                                    | Miejsce                                | Zawody                                 | Kategoria                              | Drużyna                                | Pozycja                                |
| -------------------------------------- | -------------------------------------- | -------------------------------------- | -------------------------------------- | -------------------------------------- | -------------------------------------- |
| 1934                                   | Wiedeń                                 | 3. Mistrzostwa Europy Teamów           | Open                                   | Netherlands                            | 2                                      |
| 1933                                   | Londyn                                 | 2. Mistrzostwa Europy Teamów           | Open                                   | Netherlands                            | 2                                      |
| 1932                                   | Scheveningen                           | 1. Mistrzostwa Europy Teamów           | Open                                   | Netherlands                            | 2                                      |